# Mérens
 Mérens  là một xã thuộc tỉnh Gers trong vùng Occitanie tây nam nước Pháp. Xã này có độ cao trung bình 226 mét trên mực nước biển.
Tại đây có lâu đài Mérens.